# ナガボノウルシ属
ナガボノウルシ属（ナガボノウルシぞく、Sphenoclea）はナス目に属する被子植物の属の一つ。ナガボノウルシ科 Sphenocleaceae は単型である。
クロンキスト体系・新エングラー体系では、ナガボノウルシ科はキキョウ目に含められていた。
茎の先に穂状花序をつけ、見かけはタデ類に似ている。

## 分類
熱帯に生育する草本2種のみが属する。
- Sphenoclea dalzielii N.E.Br. - アフリカのみに分布[3]。
- Sphenoclea zeylanica Gaertn. ナガボノウルシ - 繁殖力が強くアレロパシー作用を持つため、世界の熱帯で水田雑草化し、最近では九州の一部にも侵入している。アレロケミカルの一部は、ジチオラン骨格を持つスルホキシドであると特定されている[4]。